# Bartolomeo Breccioli
Bartolomeo Breccioli (Sant'Angelo in Vado, XVII secolo – Roma, 1637) è stato un architetto italiano.
Assistente ed allievo di Carlo Maderno, fu attivo nelle Marche e nel Lazio. Nel 1627 divenne architetto della Camera apostolica, carica che mantenne fino al 1634. 
Lavorò con Carlo Maderno e Domenico Castello alla villa papale di Castel Gandolfo e continuò l'opera al Monte di Pietà e in Santa Maria della Vittoria alla morte del Maderno avvenuta nel 1629. Con Matteo Castello lavorò al convento di Santa Maria della Scala in Trastevere. Autonomamente, ottenne di lavorare per i principi Caetani nel loro palazzo romano ove eseguì dei lavori per modificare la facciata del palazzo sull'attuale Largo Goldoni.